# 清水三省
清水 三省（しみず かずみ、1946年8月26日 - ）は、日本の経営者、銀行家。神奈川銀行頭取を務めた。東京都出身。

## 経歴・人物
1969年に早稲田大学商学部を卒業し、同年に横浜銀行に入行した。1995年6月に取締役に就任し、1999年6月に常務、2004年6月に神奈川銀行副頭取を経て、2005年6月に頭取に就任。2014年6月から相談役を務めた。